# Ципокрили
Ципокрилите (Hymenoptera) са голям разред насекоми. Много от тях живеят в големи семейства със сложна структура и взаимоотношения. Осите, пчелите и мравките спадат към този разред. Името им идва от вида на крилата им, които са тънки и прозрачни като ципа. Възникват през триас.

## Класификация
Описани са над 150 000 съществуващи днес вида от този разред, а също така над 2000 изчезнали вида. 
Разред Ципокрили
- Подразред Низши ципокрили (Symphyta) Gerstäcker, 1867
  - Надсемейство †Ephialtitoidea Handlirsch, 1906
  - Надсемейство Cephoidea Newman, 1834
  - Надсемейство Orussoidea Newman 1834
  - Надсемейство Pamphilioidea Cameron, 1890
  - Надсемейство Siricoidea Billberg, 1820
  - Надсемейство Tenthredinoidea Latreille, 1802
  - Надсемейство Xyeloidea Newman 1834
- Подразред Висши ципокрили (Apocrita) Gerstaecker, 1867
  - Инфраразред Aculeata Latreille, 1802
    - Надсемейство †Bethylonymoidea Rasnitsyn, 1975
    - Надсемейство Apoidea Latreille, 1802
    - Надсемейство Chrysidoidea Latreille, 1802
    - Надсемейство Vespoidea Latreille, 1802